# 馬基 (愛達荷州)
馬基（英語：Mackay）是一個位於美國愛達荷州卡斯特縣的城市。

## 地理
馬基的座標為43°54′43″N 113°36′49″W / 43.91194°N 113.61361°W，而該地的平均海拔高度為1800米（即5906英尺）。

## 人口
根據2010年美國人口普查的數據，馬基的面積為2.24平方千米，當中陸地面積為2.24平方千米，而水域面積為0.00平方千米。當地共有人口517人，而人口密度為每平方千米230.8人。